# Ліпка-Велика
Ліпка-Велика (пол. Lipka Wielka, нім. Groß Lipke) — село в Польщі, у гміні Львувек Новотомиського повіту Великопольського воєводства.
Населення — 161 особа (2011).
У 1975-1998 роках село належало до Познанського воєводства.

## Демографія
Демографічна структура станом на 31 березня 2011 року:
|          | Загалом | Допрацездатний вік | Працездатний вік | Постпрацездатний вік |
| -------- | ------- | ------------------ | ---------------- | -------------------- |
| Чоловіки | 82      | 25                 | 51               | 6                    |
| Жінки    | 79      | 19                 | 46               | 14                   |
| Разом    | 161     | 44                 | 97               | 20                   |